# Костный мозг

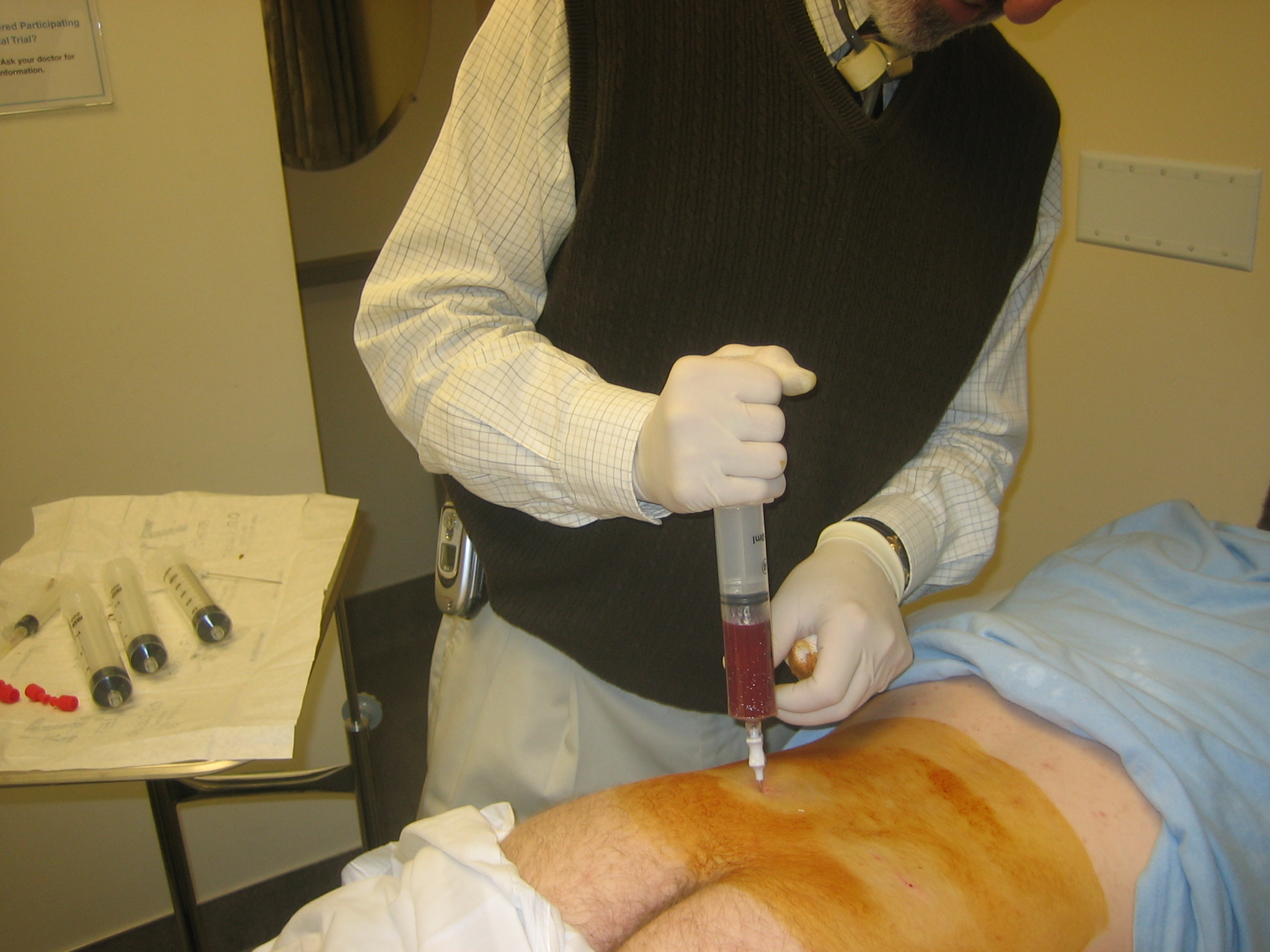
Отбор красного костного мозга из крыла подвздошной кости

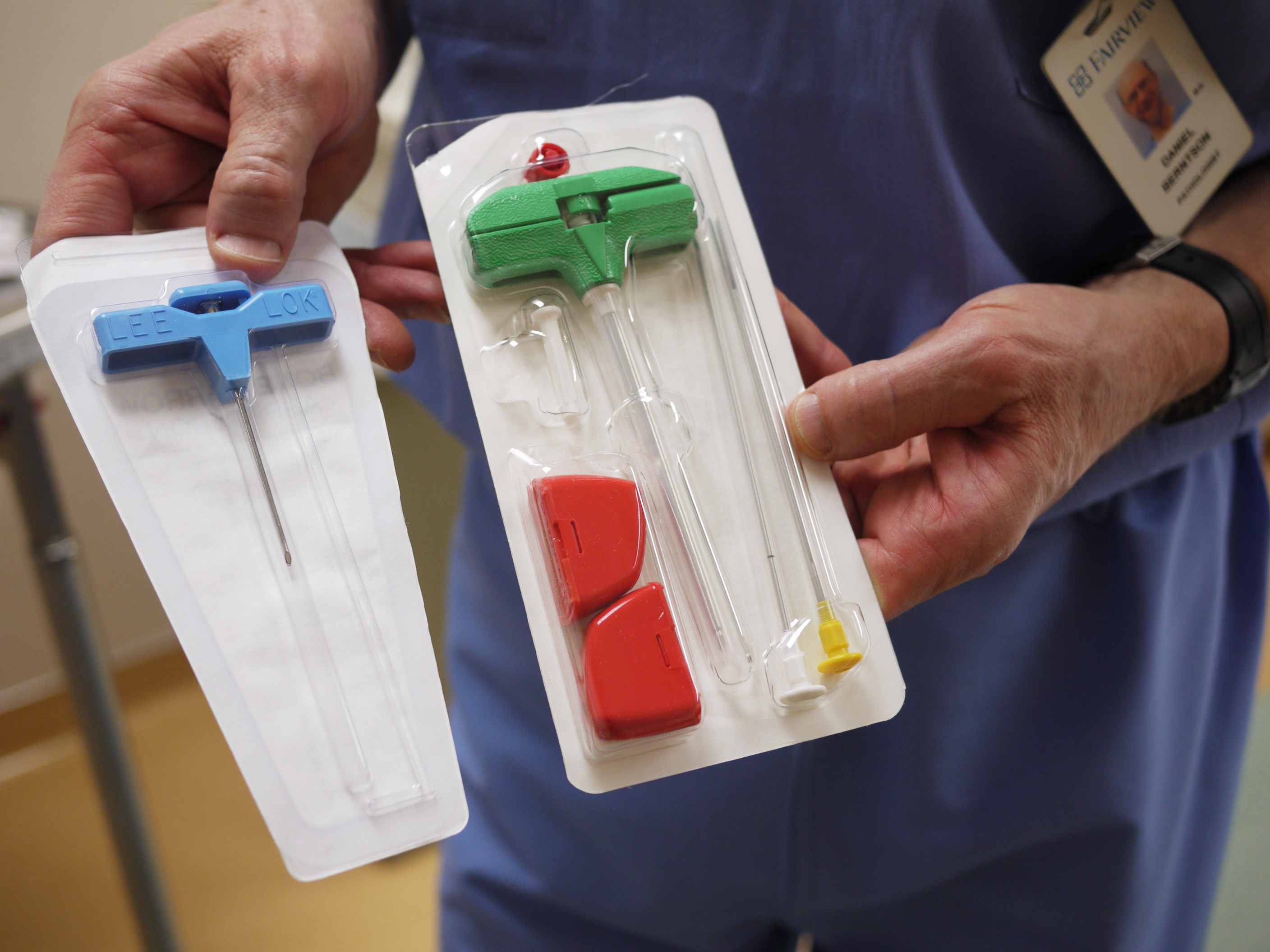
Одноразовые инструменты (троакары) для отбора/пересадки красного костного мозга

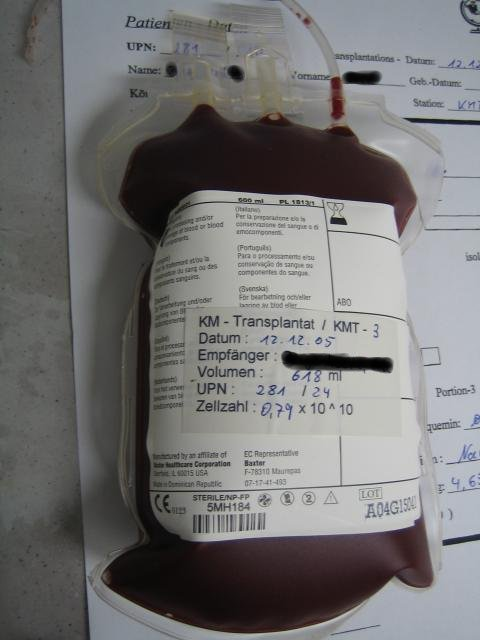
Костномозговой трансплантат

Костный мозг (лат. medulla ossium) — мягкая ткань внутренней полости кости. У людей в костном мозге происходит гемопоэз. Костный мозг составляет в среднем 4 % массы тела человека.
Люди широко используют в пищу костный мозг животных.

## Строение
Внутренние полости кости содержат мягкую, нежную, богатую клетками и снабжённую кровеносными сосудами массу, называемую костным мозгом (у птиц часть полостей наполнена воздухом). Различают три его вида: слизистый (желатинозный), красный (или часто — миелоидный), и жёлтый или жировой (наиболее распространённый). Основную форму составляет красный костный мозг, в нём наблюдается нежная соединительно-тканная основа, богатая сосудами, очень похожие на лейкоциты костномозговые или лимфатические клетки, клетки, окрашенные гемоглобином и считаемые за переход к красным кровяным тельцам, бесцветные клетки, содержащие внутри красные шарики, и многоядерные крупные («гигантские») клетки, так называемые миэлопласты.
Красный (деятельный) костный мозг (лат. medulla ossium rubra) — миелоидная ткань, которая, как и лимфоидная, состоит из двух основных компонентов: стромального — строма, служащая микроокружением для гемопоэтических (кроветворных) клеток, и гемального — форменные элементы крови на разных стадиях развития.
Строма образована ретикулярной тканью, остеогенными, тучными, жировыми, адвентициальными, эндотелиальными клетками и межклеточным веществом.
Красный костный мозг, являясь скоплением молодых делящихся клеток, обладает высокой радиочувствительностью и поражается в первую очередь при воздействии ионизирующего излучения.
Жёлтый (недеятельный) костный мозг (лат. medulla ossium flava) — жировая ткань с отдельными островками (стромами) ретикулярной ткани, которыми замещается в ходе онтогенеза к 25 годам красный костный мозг. Он находится в костномозговых каналах трубчатых костей и в частях ячеек губчатого вещества костей. При обширных кровопотерях жёлтый костный мозг может замещаться красным костным мозгом.
Слизистый (желатинозный) костный мозг — студенистая, слизистая, бедная клетками консистенция. Он образуется в развивающихся костях черепа.
При отложении в стромальный компонент основы жира и уменьшении числа миелоидных элементов красный мозг переходит в жёлтый, а при исчезновении жира и миелоидных элементов он приближается к слизистому.
Костный мозг не имеет ничего общего с головным и спинным мозгом. Он не относится к нервной системе и не имеет нейронов.

## Костный мозг в питании
Запечённый костный мозг — это блюдо из костей крупного рогатого скота, телятины или баранины, разрезанных вдоль или поперёк и запечённых в духовке до расплавления внутреннего жира и мягкости костного мозга. Является деликатесом в кухнях многих народов мира.
Употребление костного мозга в пищу известно с древнейших времён. Археологические находки свидетельствуют, что ещё в доисторическую эпоху люди разбивали кости животных, чтобы извлечь питательный и жирный мозг. В средневековой Европе костный мозг считался питательной пищей для восстановления сил. В современной гастрономии блюдо приобрело популярность благодаря французской и британской кухне.
Для приготовления обычно используют трубчатые кости — например, голяшки или берцовые кости. Кости солят, перчат и запекают при температуре около 200 °C в течение 15-20 минут до тех пор, пока мозг внутри не станет мягким и начнёт отделяться от стенок кости. Подают костный мозг горячим, часто с поджаренным хлебом, чтобы использовать его как намазку.

Костный мозг богат жирами, в том числе омега-3 и омега-6 жирными кислотами, а также содержит витамины A и K, железо и фосфор. В кулинарии его ценят за насыщенный вкус и кремообразную текстуру.

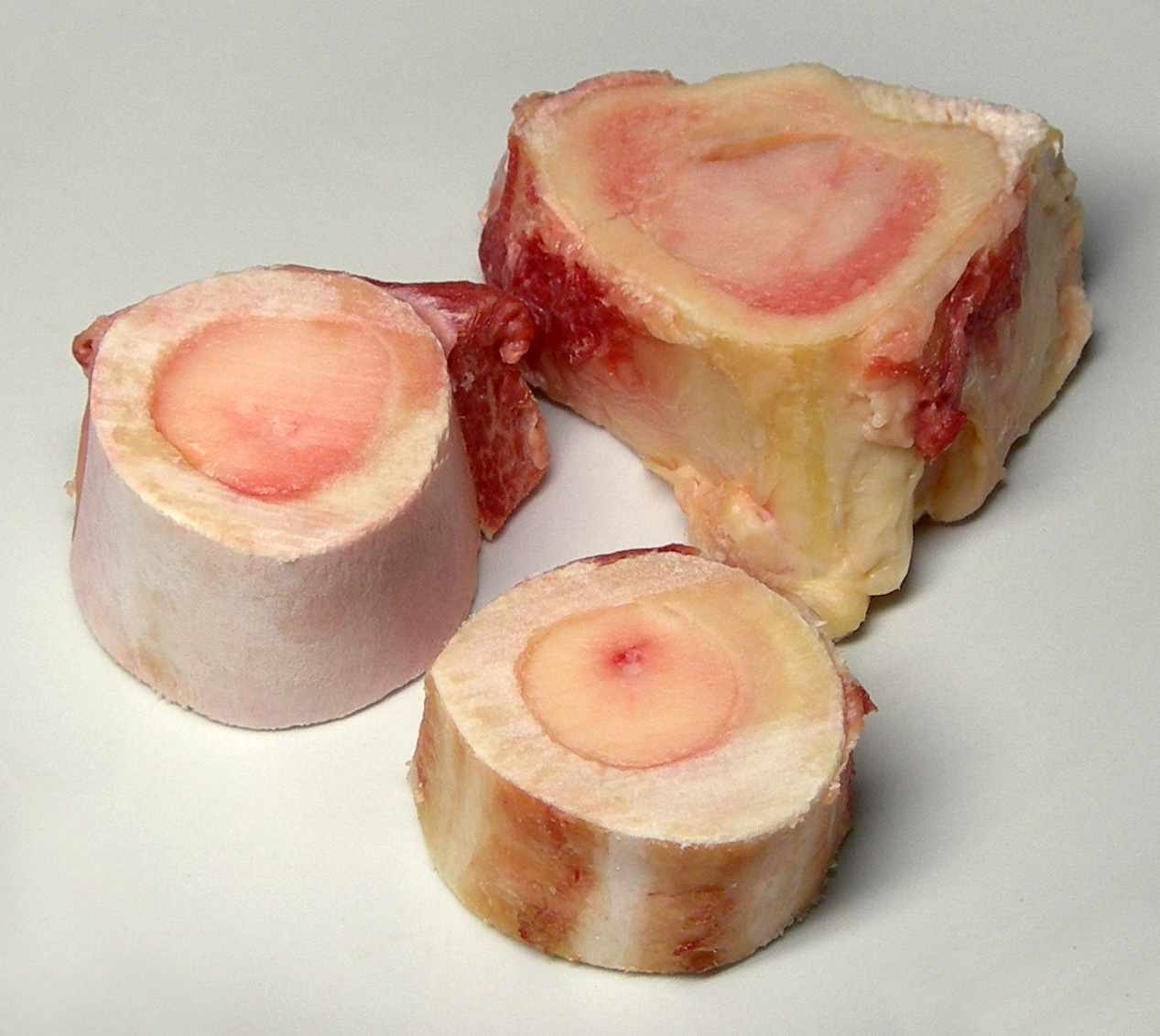
Жёлтый костный мозг в сыром виде. Губчатые части костей красноватые из-за наличия красного костного мозга и крови
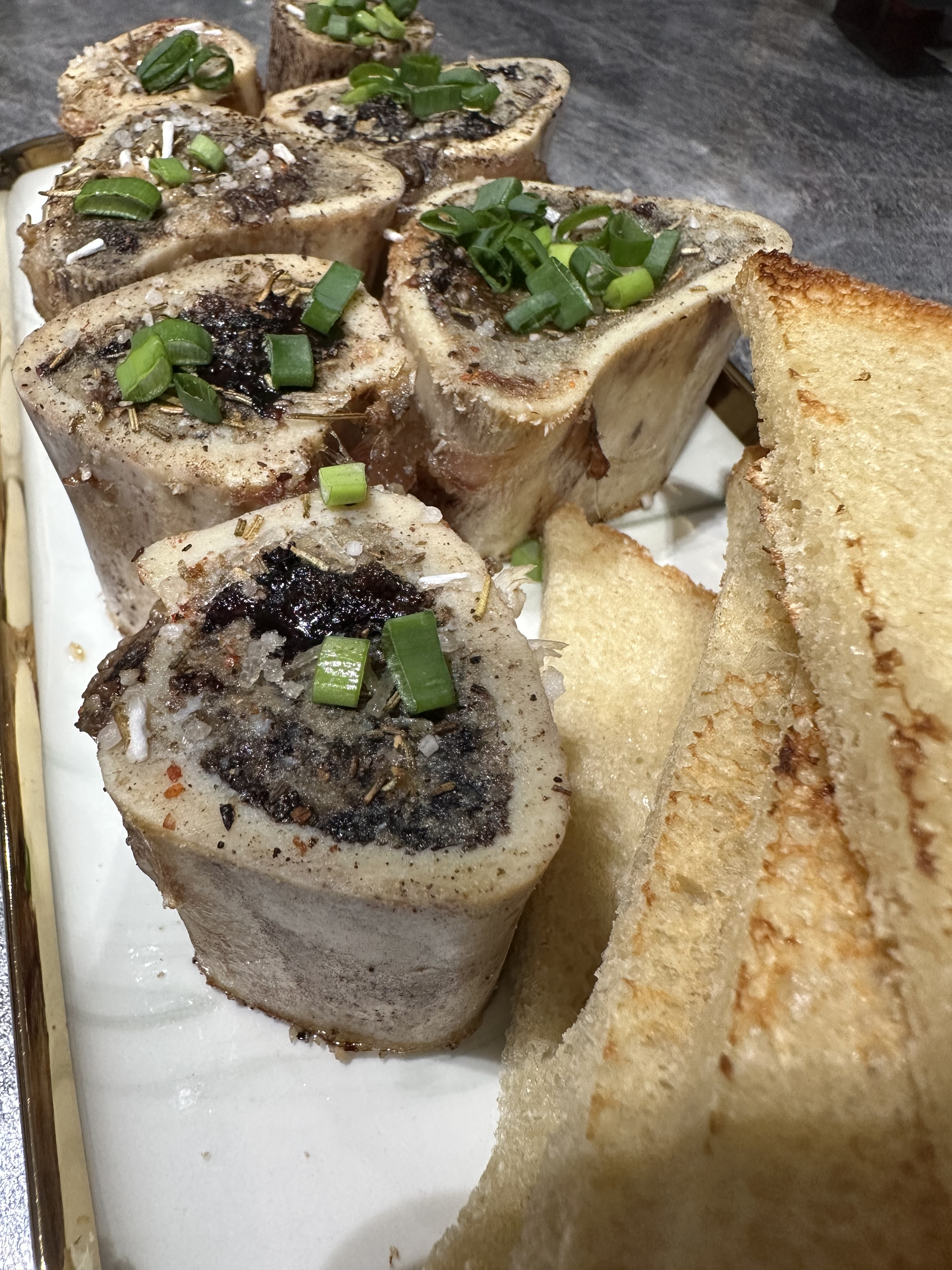
Пример сервировки готового блюда
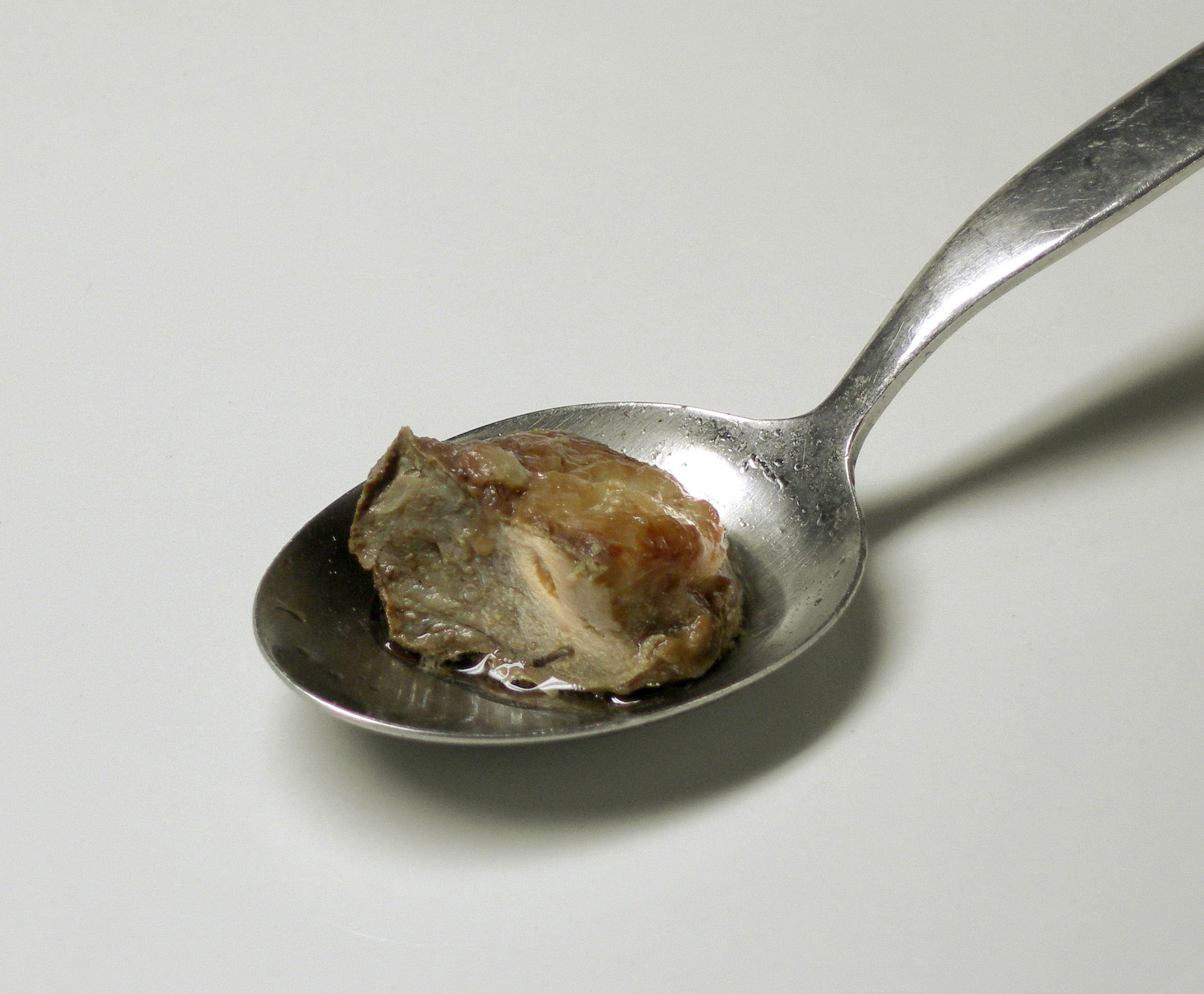
Вид приготовленного и извлечённого из кости жёлтого костного мозга
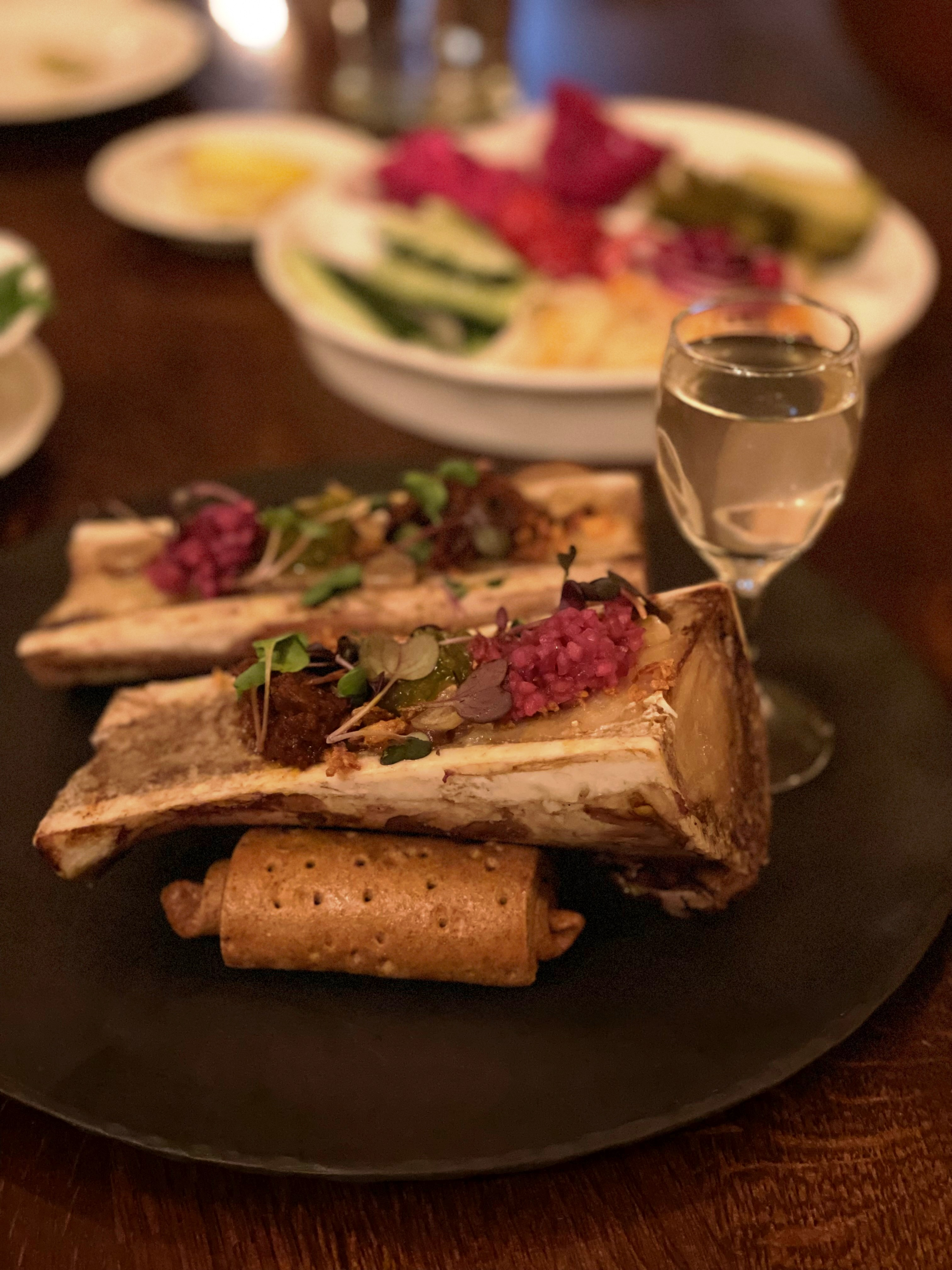
Костный мозг, поданный на закуску к водке
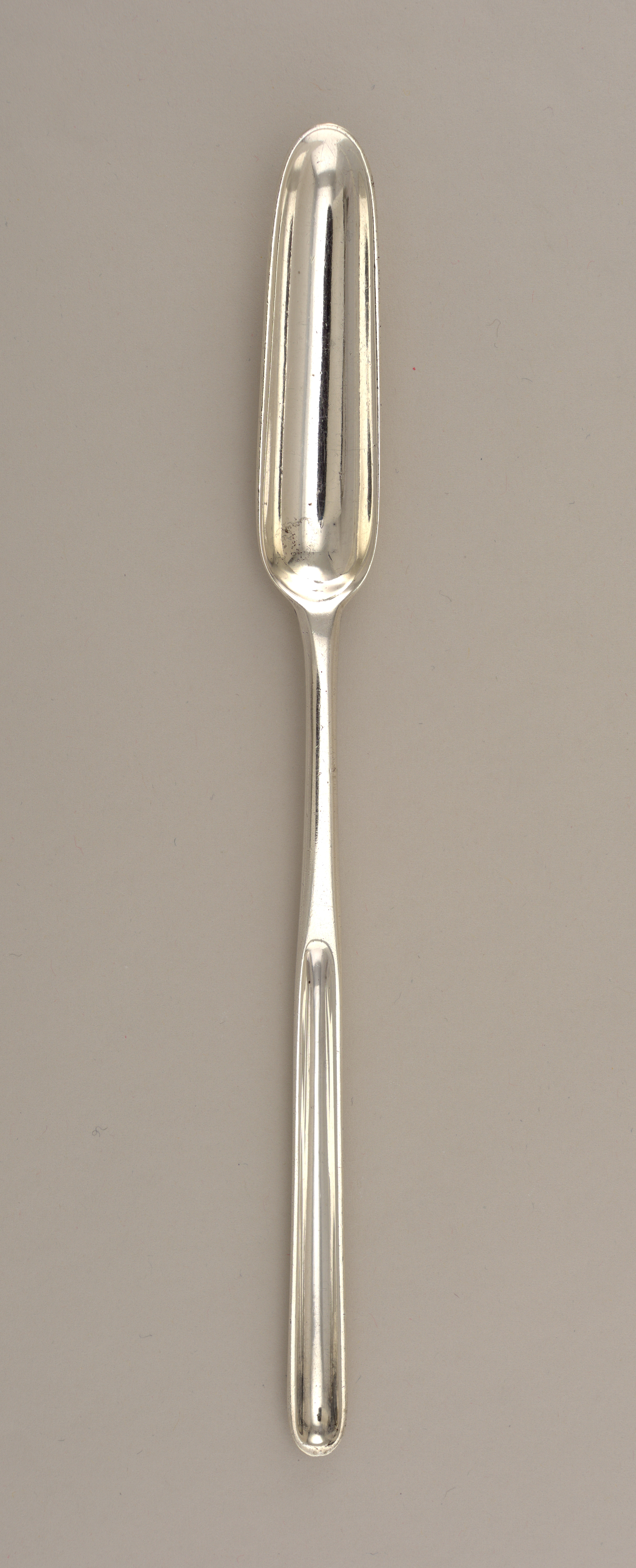
Ложка для извлечения костного мозга из кости